# 파투마타 디아와라
파투마타 디아와라(Fatoumata Diawara, 1982년 ~ )는 말리의 싱어송라이터로, 현재 프랑스에 거주하며 활동중이다. 제61회 그래미상 '베스트 월드 뮤직 앨범' 부문과 '베스트 댄스 레코딩' 부문에 후보로 올랐다.

## 음반 목록
- Fatou (2011)
- At Home - Live in Marciac (2015)
- Fenfo (Something To Say) (2018)